# Micromyzus
Micromyzus (лат.) — род тлей из подсемейства Aphidinae (Macrosiphini). Восточная и Юго-Восточная Азия, Австралия.

## Описание
Мелкие насекомые, длина около 2 мм.
Ассоциированы с растениями Weigela, Glochidion puberum, папоротниками Adiantum, Eriosorus, Pityrogramma, Pteris, Microsorium, Platycerium, Polypodium. Близок к тлям рода Micromyzella, но отличаются 4 волосками на первом членике лапок. Диплоидный набор хромосом 2n=12.
- Micromyzus arboreus Zhang, Chen, Zhong & Li, 1999
- Micromyzus diervillae (Matsumura, 1918)
- Micromyzus hangzhouensis Zhang, 1980
- Micromyzus kalimpongensis
- Micromyzus katoi  (Takahashi, 1925)
- Micromyzus mawphlangensis
- Micromyzus niger van der Goot, 1917
- Micromyzus nikkoensis Miyazaki, 1968
- Micromyzus osmundae  Takahashi, 1963
- Micromyzus vandergooti Noordam, 2004